# Microeca griseoceps
Microeca griseoceps là một loài chim trong họ Petroicidae.